# She Comes in Colors
She comes in colors  est une chanson américaine des années 1960 écrite par Arthur Lee et interprétée par son groupe Love. Elle est devenue un standard du rock psychédélique. Elle a notamment inspirée She's a Rainbow des Rolling Stones.
Cette chanson d'amour fait référence aux couleurs chatoyantes des vêtements hippies et aussi aux « auras » de la spiritualité pré New Age.